# 貝努埃州 (喀麥隆)

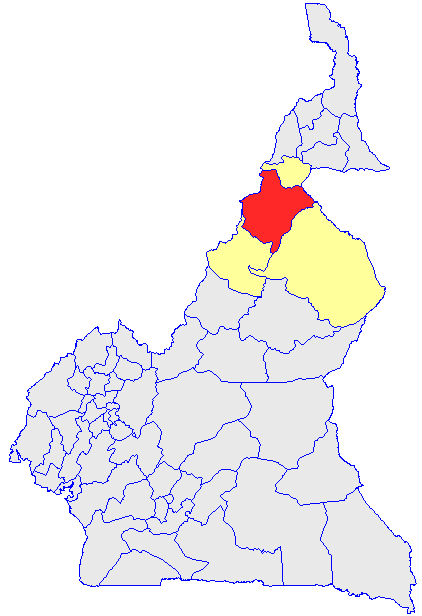

貝努埃州（法語：Bénoué），是喀麥隆的58個州份之一，位於該國北部，由北部區負責管轄，北面是馬約-盧蒂州，面積13,614平方公里，2001年人口568,793，人口密度每平方公里41.8人。